# Bedonkohe
Bedonkohe, slabo poznata, danas nestala lokalna skupina Chiricahua Apača, koja je činila ogranak Mogollon Apača, i pripadala široj grupi Gileño ili Chíhéne Apača, jedne od tri grane Chiricahua. Bedonkohe su živjeli u kraju oko gornjih tokova rijeke Gile, gdje se u 6 mjesecu 1829. rodio njihov najpoznatiji poglavica Geronimo. O Bedonkohama je poznato da im je poglavica bio Maco (Mahko), čovjek koji je umro dok je još Geronimov otac bio mlad, i da je kasnije poglavica postao Mangas Coloradas (Crveni rukavi), koji je svoje ime dobio po boji rukava svoje košulje. 
Geronimo se sedamdesetih i osamdesetih godina 19. stoljeća borio protiv američke vojske, sve dok 1886. nije uhvaćen i sproveden sa svojim suborcima i suplemenicima na područje Floride i Alabame. Nije sigurno ima li preživjelih potomaka Bedonkoha na području Fort Silla u Oklahomi. Prema plemenu Chiricahua-Warm Springs Fort Sill Apache tribe, oni su potomci bandi Chiricahua, Warm Springs, Nedani i Bedonkohe. Oblik Bidánku ili Bidanku, možda se odnosi na njih. 